# チャールズ・ワトソン＝ウェントワース (第2代ロッキンガム侯)
第2代ロッキンガム侯爵チャールズ・ワトソン＝ウェントワース（英: Charles Watson-Wentworth, 2nd Marquess of Rockingham, KG, PC、1730年5月13日 - 1782年7月1日）は、イギリスの政治家、貴族。
ホイッグ党ニューカッスル公爵派として頭角を表し、1765年に首相となり、自由主義改革やアメリカ植民地人のための改革を行ったが、1766年には国王ジョージ3世との不仲や大ピット派の取り込み失敗など政権の不安定化により国王に更迭された。下野後には「ロッキンガム派」と呼ばれる明確な野党派閥を形成して国王や親国王内閣の批判を行うようになり、これによって政治思想で与野党に分かれて論争を行うという現代的な意味での政党政治がイギリスに根付くようになった。アメリカ独立戦争をめぐってもアメリカ独立を擁護し、頑なに認めようとしない国王やノース卿内閣を批判した。アメリカ独立戦争の敗戦が決定的となった1782年3月にノース卿内閣の倒閣に成功し、代わって第二次ロッキンガム侯爵内閣を組閣した。行政改革やアメリカとの交渉を行ったが、同年7月に死去した。

## 生涯

### 首相就任まで

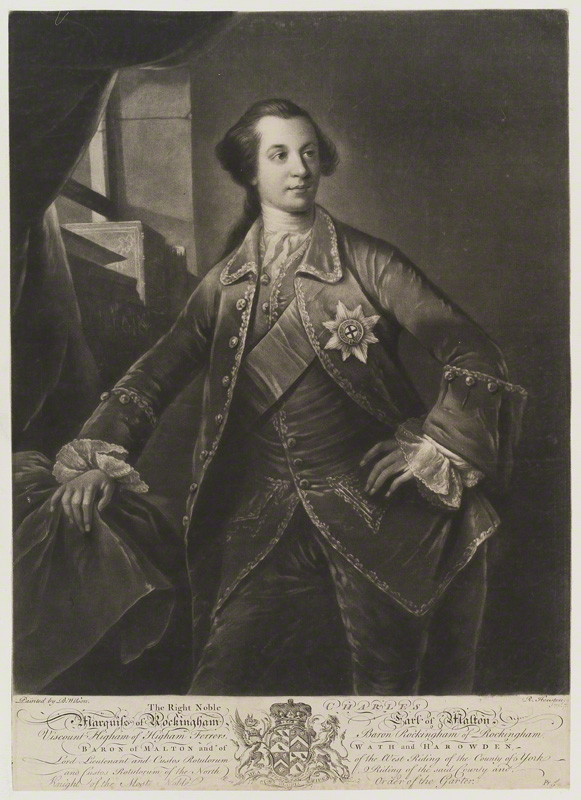
若い頃のロッキンガム侯爵を描いたリチャード・ハウストンの絵画。

1730年5月13日、初代ロッキンガム侯爵トマス・ワトソン＝ウェントワースとその後妻メアリー（第2代ノッティンガム伯爵ダニエル・フィンチの娘）の長男として生まれた。初代ストラフォード伯爵トマス・ウェントワースは高祖父に当たる。
ウェストミンスター校からケンブリッジ大学へ進学した。15歳の頃の1745年には父に無断でカンバーランド公ウィリアム・オーガスタスの軍に従軍している。1748年から1750年にかけてはヨーロッパ旅行をした。
1750年9月17日にはアイルランド貴族爵位モルトン伯爵に叙せられる。ついで同年12月14日の父の死によりロッキンガム侯爵位とヨークシャー、ノーサンプトンシャー、アイルランドにあるロッキンガム侯爵家の所領を相続した。1751年から貴族院議員となる。しだいに貴族院ホイッグ党の中で頭角をあらわしてきた。
1760年に即位したばかりのジョージ3世の寝室侍従長となったが、7年戦争の早期講和を目指すジョージ3世は、1762年に首相初代ニューカッスル公爵トマス・ペラム＝ホリスを辞任に追いやり、第3代ビュート伯爵ジョン・ステュアートを首相にしてパリ条約締結へ向けて動いた。これに反発したロッキンガム侯爵は1762年に職を辞した。
以降ホイッグ党ニューカッスル公爵派の派閥に属した。ビュート伯爵は権謀術数でニューカッスル公爵派が野党として団結することを阻止しようと図ったが、それに反発するニューカッスル公爵派の議員たちは、1762年12月23日にニューカッスル公爵の甥のオンズローの家で定期的な会合を行うことを決めた。しかしニューカッスル公爵自身は反対したため、議長にはロッキンガム侯爵が据えられた。歴史家の多くはこの時がロッキンガム侯爵派ホイッグ党の誕生と評価している。

### 第一次ロッキンガム侯爵内閣
1765年に摂政法制定をめぐって首相ジョージ・グレンヴィルと国王ジョージ3世が対立し、グレンヴィル更迭を決意したジョージ3世は叔父カンバーランド公にグレンヴィルを排除した内閣を組閣できるよう与野党に手回ししてほしいと頼み、その意を受けたカンバーランド公はロッキンガム侯爵と大ピットに協力を要請したが、大ピットは協力を拒否したので、結局1765年7月にロッキンガム侯爵が組閣の大命を受けることになった（第一次ロッキンガム侯爵内閣）。
内閣発足当初は組閣の第一の功労者であるカンバーランド公の影響力が強かったが、1765年10月にカンバーランド公が薨去したため、以降はロッキンガム侯爵の主導権が確立された。またロッキンガム侯爵の派閥の長であるニューカッスル公爵はすでに70過ぎだったため、政府要職への就任を避け、王璽尚書として入閣していた。そのためこの頃から派閥の実権もニューカッスル公爵からロッキンガム侯爵へと移っていった。
彼の内閣は1年しか持たなかったが、その短い間にも自由主義的内閣改革や植民地人の主張に一定の理解を示した政策・改革を行った。
グレンヴィル前政権期に国王ジョージ3世とグレンヴィル首相がジョージ3世の勅語を批判したウィルクスを「一般逮捕状（人物を特定しない逮捕令状）」で逮捕して言論弾圧を行った問題では、「一般逮捕状」の違法性を議会で決議させることで国王やグレンヴィル前政権の強権政治を否定するという自由主義的立場を示した。
この頃、植民地アメリカでは印紙法反対運動とイギリス製品ボイコット運動が盛り上がっており、7年戦争後の不況に苦しんでいたイギリス商人たちの間でも、ボイコットを恐れて印紙法に反対する者が増えていた。1766年1月にはロンドン・ブリストルなどアメリカとの貿易を重視する都市20以上から印紙法廃止を要求する請願書が庶民院に提出され、政府も立場をはっきりする必要に迫られた。ロッキンガム派は商人との繋がりが強い派閥だったのでロッキンガム侯爵も印紙法廃止に前向きだったものの、議会や宮廷には対植民地強硬派も多かったため、両方の意見を折衷する形で1766年3月に印紙法廃止法案と宣言法（議会の植民地に対する統治権を宣言した法案）をセットで議会に提出して可決させた。
しかしこの措置は国王ジョージ3世からも植民地人からも支持されず、また議会内でもグレンヴィル前政権の政策に反対することでは一致していたはずの大ピット派からも支持を得られなかったため、より安定した内閣を求めるジョージ3世の意向で1766年7月末に更迭され、代わって大ピットが組閣の大命を受けた。

### 政党政治と民主主義の発展
これ以降ロッキンガム派はこれまでの半与党的野党の立場ではなく、明確に野党の立場に立つようになった。また野党系「独立派」議員も多数ロッキンガム派に合流し始めた。これによってホイッグ党ロッキンガム派は強力な団結力を持つ巨大野党と化していった。ウォルポール以来の「ホイッグの優越」時代は新しい局面に入り、優越的地位にあるホイッグ党内で与野党に分かれて対立・論争が行われるようになった。これが与野党対立の現代的な政党政治の幕開けであった。
ロッキンガム侯爵の側近である理論家エドマンド・バークの主導のもとロッキンガム派は「国王が『国王の友』と呼ばれる議員を用いて議会に不当な影響力を及ぼそうとしている。これを防ぐためには我々は政党として団結するしかない」という独自の政治理論を立てて政党としての団結力を高めていった。
一方、議会外のウィルクス支援運動は金権政治の温床となっていた腐敗選挙区（中世以来の都市選挙区で人口減少により選挙区の体をなさなくなった選挙区。選挙区民の人数が少ないので買収しやすい）の削減など議会改革運動に発展していた。ロッキンガム侯爵自身は大貴族なので議会改革には慎重だったものの、反政府という共通の立場からロッキンガム派はウィルクス運動とも連携をとるようになった。

### 野党活動
ロッキンガム派の野党活動とウィルクス運動の盛り上がりで1770年1月にはグラフトン公爵内閣の中からも野党に同調する造反閣僚が出て内閣は分裂して総辞職を余儀なくされ、代わってノース卿フレデリック・ノースが新たな首相となった。
ロッキンガム派はノース卿内閣に対しても徹底抗戦の立場を取ったが、1770年から1771年にかけて野党は弱体化した。同じく野党になっていた大ピット派と意見がかみ合わず連携が取れなかったためであった（大ピット派は国王を批判せず、州選出議員の増加を目指したのに対し、ロッキンガム派は国王の影響力に政治腐敗の原因を求めた）。議会外のウィルクス運動も同時期に内部分裂を起こして下火になりはじめた。1771年春には庶民院議場で大ピット派の議員とロッキンガム派の議員の乱闘事件が起こり、両派の確執は決定的となり、野党大団結の目は無くなった。これが結果的にノース卿内閣の長期安定政権樹立につながった。
しかしロッキンガム侯爵派が野党活動を緩めることはなく、ノース卿内閣を王党派という意味で「トーリー党」と呼んで批判し、同政権への協力を一切拒否した。特に1773年にノース卿内閣がアイルランド不在地主に課税しようとした際にはアイルランド大地主ロッキンガム侯爵は激怒し、強力に反対してその計画を阻止した。
1774年の解散総選挙においてバークは彼の選挙区での演説で庶民院議員と地元選挙区の密接さを強調する一方、「庶民院は様々な敵対的利害から派遣されてきた大使の会議ではない」と述べることで、庶民院議員は自分の選挙区だけにとらわれず全国民のために行動すべきと訴えた。以降これはロッキンガム派が政党として固まるうえで重要な行動原理となる。

### アメリカ独立戦争をめぐって
1775年にアメリカ独立戦争が始まった。ロッキンガム派はアメリカ植民地人のジョージ3世への抵抗運動を自分たちのジョージ3世への抵抗運動と重ね合わせたため、アメリカ植民地人の抵抗運動に共感を寄せていた。しかし1776年に独立宣言が発せられ、アメリカの勝利が大英帝国の崩壊を意味することが明確となったため、不安になったロッキンガム派は立場を曖昧にし、1777年初めの頃には議会を欠席する戦術をとるようになった。
しかし戦況がアメリカ優位に進む中、1778年2月2日にロッキンガム派の議員チャールズ・ジェームズ・フォックスがこれ以上アメリカに増援部隊を送らないことを求める動議を庶民院に提出した。この動議は否決されながらも165票もの賛成票が入り、これをきっかけにロッキンガム派は明確にアメリカ独立を承認する方針に舵を切った。一方大ピット派の派閥を継承していたシェルバーン伯爵はアメリカ独立に反対であり、野党は分裂した。
また政府が戦費に苦しむ中、ロッキンガム派は行政の無駄の削減と国王の経済的影響力を低下させる「行政のスリム化」を訴えるようになった。1778年4月には「戦時財政に寄生している」とされた政府契約業者の排除法案を提出して政府に揺さぶりをかけた。

### 第二次ロッキンガム侯爵内閣
1781年にはアメリカ独立戦争におけるイギリスの敗戦が決定的となり、1782年2月22日に戦争終結を求める動議が庶民院で可決された。続いて3月8日と15日にノース卿内閣不信任案が提出された。不信任案は否決されたもののわずか10票差であったため、ノース卿は議会における自らの求心力低下を悟り、総辞職した。
アメリカ独立承認を頑なに拒んできた国王ジョージ3世も、いよいよロッキンガム侯爵に組閣交渉を行わねばならなくなった。ロッキンガム侯爵はアメリカ独立や経済改革を国王が支持することを条件として提示し、対して国王はシェルバーン伯爵を閣僚として入閣させる事を条件として提示した。両者が妥協に達した結果、ロッキンガム侯爵を首相、シェルバーン伯爵を内務大臣、フォックスを外務大臣とする第二次ロッキンガム侯爵内閣が成立した。ロッキンガム派の政党重視がある程度実現されたものの、いまだ国王の一定の影響力を受ける顔ぶれの内閣であった。
陸軍支払長官として入閣したバークの主導で「行政機構改革法」が成立し、アメリカ植民地関連の100以上の官職がもはや無用の物として廃止された。一方議会外のヨークシャー運動で盛り上がっていた議会改革案に対してはロッキンガム派の中でも意見が分かれた。フォックスが議会改革に前向きだったのに対して、ロッキンガム侯爵やバークは慎重だった。またアメリカとの交渉をめぐってはアメリカの完全独立に反対するシェルバーン伯爵とアメリカ完全独立を求めるフォックスの閣内対立が深まった。国王も内閣への影響力を失うまいと意図的にシェルバーン伯爵を支援して閣内対立を煽っていた。
そんな中の1782年6月末にロッキンガム侯爵は病気で重体となり、7月1日には死去した。彼の死後、シェルバーン伯爵に組閣の大命があり、それに反発したフォックスらロッキンガム派は下野し、以降ロッキンガム派はフォックスが指導するようになり「フォックス派」と呼ばれるようになった。これはロッキンガム派がもはや指導者個人の人脈の集まりではなく、政治思想に基づいた集団、つまり政党になっていたことを意味している。
ロッキンガム侯爵はヨーク大聖堂に埋葬された。子供は無く、彼の死とともにロッキンガム侯爵位は廃絶した。

## 人物
大地主であり、都会より田園を愛した。そのためロンドンでの政治活動にも没頭しきれず、そこから鈍重・怠惰といった印象を持たれがちだったという。
そんな彼が革新派の首相になった理由について、第4代オーフォード伯爵ホレス・ウォルポールは、次の点を指摘する。まずロッキンガム侯爵は大地主として極めて裕福であり、資金援助してもらうために多くの議員が彼に追従していたこと、社会的地位と威厳があったのでオールドホイッグからも評判が良かったこと、地元のヨークシャーに独自の王国を造り、そこの選挙区ではホイッグ、トーリー、独立党派など幅広い層が彼の影響下に置かれていたことなどである。
競馬を愛し、特に若い頃には熱中していたという。イギリスの三大クラシック競走のひとつで、世界最初のクラシック競走であるセントレジャーステークスは、当初はロッキンガム侯爵の名を採って「ロッキンガムステークス」という名前にしようという案があった。この競走は1770年代のドンカスター競馬場付近の有力者だったロッキンガム侯爵が創立したもので、まだ競走に固有名詞が命名されていなかった1776年秋の第1回競走（「登録料25ギニーのスイープステークス」）ではロッキンガム侯爵の所有馬が優勝している。1778年初頭、第3回目の開催に先立って馬主たちの晩餐会が催され、その席上でこの競走を「ロッキンガムステークス」と命名しようという提案がなされた。しかしロッキンガム侯爵は辞退し、この競走の原案をロッキンガム侯爵に示唆した人物で、友人のアンソニー・セントレジャー（元庶民院議員）の名を採ることを推薦した。その結果この競走は「セントレジャーステークス」と呼ばれるようになった。
まもなく、この競走を手本としてオークスとダービーが創設されており、もしもロッキンガム侯爵がセントレジャーステークスを創設しなければ、ダービーも存在しなかっただろうと評されている。なお、ロッキンガム侯爵はドンカスターカップの「前身」とされることもある「ドンカスター競馬会賞（コーポレーションプレート）」の創設メンバーにも名を連ねている。

## 栄典

### 爵位
1750年9月17日に以下の爵位を新規に叙せられた。
- 初代モルトン伯爵 (1st Earl of Malton)
(アイルランド貴族爵位)
- 初代モルトン男爵 (1st Baron Malton)
(アイルランド貴族爵位)

1750年12月14日に死去した父トマス・ワトソン＝ウェントワースから以下の爵位を継承した。
- 第2代ロッキンガム侯爵 (2nd Marquess of Rockingham)
(1746年4月19日創設グレートブリテン貴族爵位)
- 第2代モルトン伯爵 (2nd Earl of Malton)
(1734年11月19日創設グレートブリテン貴族爵位)
- ノーサンプトン州におけるハイアム・フェラーズの第2代ハイアム子爵 (2nd Viscount Higham, of Higham Ferrers in the County of Northampton)
(1734年11月19日創設グレートブリテン貴族爵位)
- ノーサンプトン州におけるロッキンガムの第6代ロッキンガム男爵 (6th Baron Rockingham, of Rockingham in the County of Northampton)
(1645年1月26日創設イングランド貴族爵位)
- ヨーク州におけるモルトンの第2代モルトン男爵 (2nd Baron Malton, of Malton in the County of York)
(1728年5月28日創設グレートブリテン貴族爵位)
- ヨーク州におけるワスの第2代ワス男爵(2nd Baron Wath, of Wath in the County of York)
(1734年11月19日創設グレートブリテン貴族爵位)
- ノーサンプトン州におけるハロウデンの第2代ハロウデン男爵 (2nd Baron Harrowden, of Harrowden in the County of Northampton)
(1734年11月19日創設グレートブリテン貴族爵位)

### 勲章
- 1760年、ガーター勲章(騎士団)ナイト(KG)[3]

## 家族
1752年にトマス・リデルの娘であるメアリーと結婚したが、子供は無かった。